# ميلوراد كوكوسكي
ميلوراد كوكوسكي مواليد 7 ديسمبر 1987 في ستروغا، هو لاعب كرة يد مقدوني يلعب كظهير أيسر. يلعب حاليا مع نادي أودريهيو سكويسك لكرة اليد ويحمل الرقم 23. مثل منتخب مقدونيا لكرة اليد.